# Туголиця (зупинний пункт)
Туголиця (біл. Туголіца) — зупинний пункт Могильовського відділення Білоруської залізниці в Бобруйському районі Могильовської області. Розташований у селищі Туголиця; на лінії Бобруйськ — Рабкор, поміж зупинним пунктом Деднове і станцією Червоний Брід.